# Mycetophila procera
Mycetophila procera är en tvåvingeart som beskrevs av Friedrich Hermann Loew 1870. Mycetophila procera ingår i släktet Mycetophila och familjen svampmyggor.
Artens utbredningsområde är New York. Inga underarter finns listade i Catalogue of Life.